# XXVIII. dinasztia
Az Ókori Egyiptom XXVIII. dinasztiája Kr. e. 404-től Kr. e. 399-ig irányította az országot. Ez idő alatt mindössze egy fáraót adott Egyiptomnak:
- Amonardisz (ur.: Kr. e. 404 – Kr. e. 399)